# For Her Sister's Sake (film 1913)
For Her Sister's Sake è un cortometraggio muto del 1913: il nome del regista non viene riportato nei titoli. Il film fu prodotto dalla Kalem Company e fu distribuito in sala dalla General Film Company l'11 agosto 1913, interpretato da Tom Moore e da Alice Joyce.

## Produzione
Il film fu prodotto dalla Kalem Company.

## Distribuzione
Distribuito dalla General Film Company, il film uscì in sala l'11 agosto 1913.

## Trama
John Coates è un giovane artista in ascesa. Frequenta Margaret Morely, con la quale pensa di fidanzarsi. Ma poi conosce May, la sorella minore di Margaret, e resta affascinato dalla vitalità e dall'esuberanza della ragazza. Si rende conto che quella che provava per Margaret era solo un'infatuazione, mentre ora si è innamorato veramente di May che lui non sa essere la sorella della fidanzata. Margaret, che si rende conto che anche la sorella è innamorata di John, decide di lasciar libero in campo e inscena la sua morte. John ritrova una canoa vuota con dentro il cappello di Margaret che non si trova più. Passa un anno: May e John si sono sposati. Una sera, mentre tutta la famiglia siede davanti al fuoco, si apre la porta e Margaret entra radiosa in casa. Allora tutti si rendono conto del sacrificio della ragazza.